# UnitedHealth
UnitedHealth Group Inc. est une compagnie d'assurance américaine à but lucratif spécialisée dans la santé fondée en 1977 par Richard T. Burke. 
En 2018, elle est la plus importante entreprise au monde dans le domaine de la santé, avec un chiffre d'affaires dépassant 226,2 milliards de dollars et près de 115 millions de clients.
Le groupe United Health est coté en bourse et actif presque exclusivement aux Etats-Unis. Son siège est basé à Minnetonka, dans le Minnesota.

## Histoire

### Histoire récente
En 2012, UnitedHealth rachète l'entreprise brésilienne de cliniques Amil Participações pour 4,9 milliards de $.
En septembre 2014, UnitedHealth acquiert MedSynergies, une entreprise de management de médecins, pour un montant inconnu
En mars 2015, UnitedHealth acquiert pour 12,8 milliards de dollars Catamaran, une entreprise de gestion de dépenses de santé, appelée pharmacy benefit management, entreprise créée en 2012 par la fusion de SXC Health Solutions et de PBM Catalyst Health Solutions,,.
En janvier 2017, UnitedHealth annonce l'acquisition de Surgical Care Affiliates, entreprise spécialisée dans les centres de chirurgie, pour 2,3 milliards de dollars. En décembre 2017, UnitedHealth annonce l'acquisition des activités de soins d'urgences de DaVita pour 4,9 milliards de dollars. Le même mois, UnitedHealth annonce l'acquisition de Banmedica, une entreprise chilienne d'assurance maladie, pour 2,8 milliards de dollars.
En juin 2019, UnitedHealth annonce l'acquisition de Equian, pour 3,2 milliards de dollars. En décembre 2019, UnitedHealth annonce l'acquisition de Diplomat Pharmacy, une chaîne de pharmacie américaine, pour 300 millions de dollars.
En janvier 2021, UnitedHealth annonce l'acquisition de Change Healthcare, entreprise spécialisée dans le paiement des actes médicaux, pour 7,84 milliards de dollars. En février 2022, le ministère de la justice américain annonce son opposition ferme à cette acquisition et l'arrêt de cette opération.
En mars 2022, UnitedHealth annonce l'acquisition de LHC Group, spécialisée dans les services à la personne, pour 5,4 milliards de dollars.
En février 2024, Change Healthcare est touchée par une cyberattaque sur son système informatique, entrainant d'importants retards dans les prescriptions des patients. Afin d'éviter que les données extorquées par le groupe de hackers BlackCat ne soient publiées sur le darknet, Change Healthcare reconnaît avoir payé une rançon de 22 millions de dollars, ce qui n'empêche pas les pirates de faire fuiter les données extorquées sur internet. Change Healthcare évalue la perte depuis l'attaque par rançongiciel à 870 millions de dollars,.
Selon ValuePenguin, un groupe d'analystes, UnitedHealthcare refuse environ un tiers des demandes de prise en charge médicale à ses assurés, le taux le plus élevé de toutes les compagnies d'assurance et le double de la moyenne du secteur.
Le 4 décembre 2024, Brian Thompson, PDG d'UnitedHealth, est assassiné devant l'hôtel Hilton de Midtown à New York. Dans les jours qui ont suivi, les réactions des Américains qui se réjouissaient de cet assassinat soulignent un régime d'assurance santé privé profondément injuste et opaque.
En mai 2025, UnitedHealth Group annonce la démission de son directeur général, Andrew Witty, et la suspension de ses prévisions annuelles en raison de la flambée des coûts médicaux, ce qui entraîne une chute du cours de l'action de près de 38 % sur l'année, à son plus bas niveau en quatre ans. UnitedHealth avait été confronté à plusieurs défis majeurs au cours des douze mois précédents, notamment une cyberattaque contre sa division technologique qui a touché quelque 190 millions de personnes, un rapport d'enquête sur ses pratiques de facturation Medicare et une hausse inattendue des coûts médicaux ayant affecté ses résultats.

## Activités
- Assurance santé.
- Prestations de gestion de régimes d'assurance médicaments, gestion administrative (remboursements, traitement des réclamations des patients).
- Prestations de services informatiques.

## Données financières
| Année | Chiffre d’affaires | Résultat opérationnel | Résultat net part du groupe |
| ----- | ------------------ | --------------------- | --------------------------- |
| 2023  | 371 622            | 32 358                | 22 381                      |
| 2022  | 324 162            | 28 435                | 20 120                      |
| 2021  | 287 597            | 23 970                | 17 285                      |
| 2020  | 257 141            | 22 405                | 15 403                      |
| 2019  | 242 155            | 19 685                | 13 839                      |
| 2018  | 226 247            | 17 344                | 11 986                      |
| 2017  | 201 159            | 15 209                | 10 558                      |
| 2016  | 184 840            | 12 930                | 7 017                       |
| 2015  | 157 107            | 11 021                | 5 813                       |
| 2014  | 130 474            | 10 274                | 5 619                       |
| 2013  | 122 489            | 9 623                 | 5 625                       |
| 2012  | 110 618            | 9 254                 | 5 526                       |
| 2011  | 101 862            | 8 464                 | 5 142                       |
| 2010  | 94 155             | 7 864                 | 4 634                       |
| 2009  | 87 138             | 6 359                 | 3 822                       |
| 2008  | 81 186             | 5 263                 | 2 977                       |
| 2007  | 75 431             | 7 849                 | 4 654                       |
| 2006  | 71 542             | 6 984                 | 4 159                       |
| 2005  | 46 425             | 5 080                 | 3 083                       |
| 2004  | 38 217             | 3 858                 | 2 411                       |
| 2003  | 29 696             | 2 671                 | 1 655                       |
| 2002  | 25 861             | 1 969                 | 1 206                       |

## Principaux actionnaires
Au 17 octobre 2021:
| The Vanguard Group                                      | 7,92 % |
| Capital Research & Management                           | 7,64 % |
| Fidelity Management & Research                          | 4,96 % |
| State Street Global Advisors (en) Funds Management      | 4,72 % |
| T. Rowe Price Associates (Investment Management)        | 3,72 % |
| Capital Research & Management (World Investors)         | 3,62 % |
| Wellington Management                                   | 3,23 % |
| BlackRock Fund Advisors                                 | 2,22 % |
| Capital Research & Management (International Investors) | 1,95 % |
| Capital Research & Management (Global Investors)        | 1,92 % |